# ماوروفونيون (بيلا)
ماوروفونيون (Μαυροβούνιον) هي مدينة في بيلا في مقاطعة فوريا إلادا في اليونان.